# Jethe
Jethe, niedersorbisch Jaty, ist ein Ortsteil der Gemeinde Wiesengrund im Landkreis Spree-Neiße in Brandenburg. Bis zur Gemeindereform am 31. Dezember 2001 war Jethe eine eigenständige Gemeinde.

## Lage
Jethe liegt in der Niederlausitz rund acht Kilometer südwestlich von Forst und 18 Kilometer südöstlich von Cottbus und gehört zum amtlichen Siedlungsgebiet der Sorben/Wenden. Neben dem Dorf Jethe gehören der Gemeindeteil Smarso und der Wohnplatz Kreuzschänke zum Ortsteil. Die Gemarkung grenzt im Norden an Gosda mit dem Gemeindeteil Dubrau und an Groß Jamno, im Osten an Simmersdorf, im Südosten an Jocksdorf, im Süden an Gahry und Trebendorf, im Südwesten an Gablenz und im Westen an Sergen.
Durch den Ort verläuft die Kreisstraße 7109. Des Weiteren verläuft die Bundesautobahn 15 durch die Gemarkung. Die Bundesstraße 115 zwischen Forst und Döbern verläuft östlich des Ortes in Nord-Süd-Richtung.

## Geschichte
Jethe wurde im Jahr 1455 erstmals urkundlich erwähnt. Der Ort gehörte damals zum Kurfürstentum Sachsen und lag unmittelbar an der Grenze zur Herrschaft Cottbus, die als Exklave zu Preußen gehörte. Nach dem Wiener Kongress kam Jethe wie die gesamte Niederlausitz ebenfalls an das Königreich Preußen. Dort lag der Ort im Amtsbezirk Noßdorf im Landkreis Sorau (Lausitz). Nach dem Ende des Zweiten Weltkrieges wurde der Landkreis Sorau aufgelöst, die Gemeinde Jethe wurde daraufhin in den Landkreis Cottbus umgegliedert.
Bei der Gebietsreform am 25. Juli 1952 wurde Jethe dem neu gebildeten Kreis Forst im Bezirk Cottbus zugeteilt. Dieser ging nach der Wiedervereinigung zunächst im Landkreis Forst in Brandenburg auf. Bei der Kreisreform in Brandenburg am 6. Dezember 1993 kam Jethe zum neu gebildeten Landkreis Spree-Neiße. Die Gemeinde wurde zunächst vom Amt Hornow/Simmersdorf verwaltet. Am 31. Dezember 2001 wurde Jethe im Rahmen einer Gebietsreform mit Gemeinden Gahry, Gosda, Mattendorf und Trebendorf zu der neuen Gemeinde Wiesengrund zusammengelegt. Diese wechselte am 5. März 2003 in das Amt Döbern-Land.

## Einwohnerentwicklung
| 1875 | 212 | 1939 | 127 | 1981 | 148 |
| 1890 | 209 | 1946 | 146 | 1985 | 150 |
| 1910 | 153 | 1950 | 207 | 1989 | 150 |
| 1925 | 139 | 1964 | 159 | 1995 | 171 |
| 1933 | 140 | 1971 | 147 | 2000 | 177 |

Für seine Statistik über die sorbische Bevölkerung in der Lausitz ermittelte Arnošt Muka in den achtziger Jahren des 19. Jahrhunderts für Jethe eine Bevölkerungszahl von 228 Einwohnern, davon waren 100 Sorben (44 %) und 128 Deutsche.

## Nachweise
1. ↑  Fakten und Zahlen. In: amt-doebern-land.de. Amt Döbern-Land, abgerufen am 15. Mai 2022.
2. ↑  Ohne Feuerwehr geht nichts. In: lr-online.de. Lausitzer Rundschau, 7. Juli 2005, archiviert vom Original am 14. April 2017; abgerufen am 20. März 2024.
3. ↑  Bildung einer neuen Gemeinde Wiesengrund. Bekanntmachung des Ministeriums des Innern vom 10. Dezember 2001. Amtsblatt für Brandenburg, 12. Jahrgang, 2001, Nummer 52, 27. Dezember 2001, S. 902 PDF
4. ↑  Historisches Gemeindeverzeichnis des Landes Brandenburg 1875 bis 2005. (PDF; 331 KB) Landkreis Spree-Neiße. Landesbetrieb für Datenverarbeitung und Statistik Land Brandenburg, Dezember 2006, abgerufen am 14. April 2017.
5. ↑  Ernst Tschernik: Die Entwicklung der sorbischen Bevölkerung. Akademie-Verlag, Berlin 1954.